# Отрицательный подоходный налог

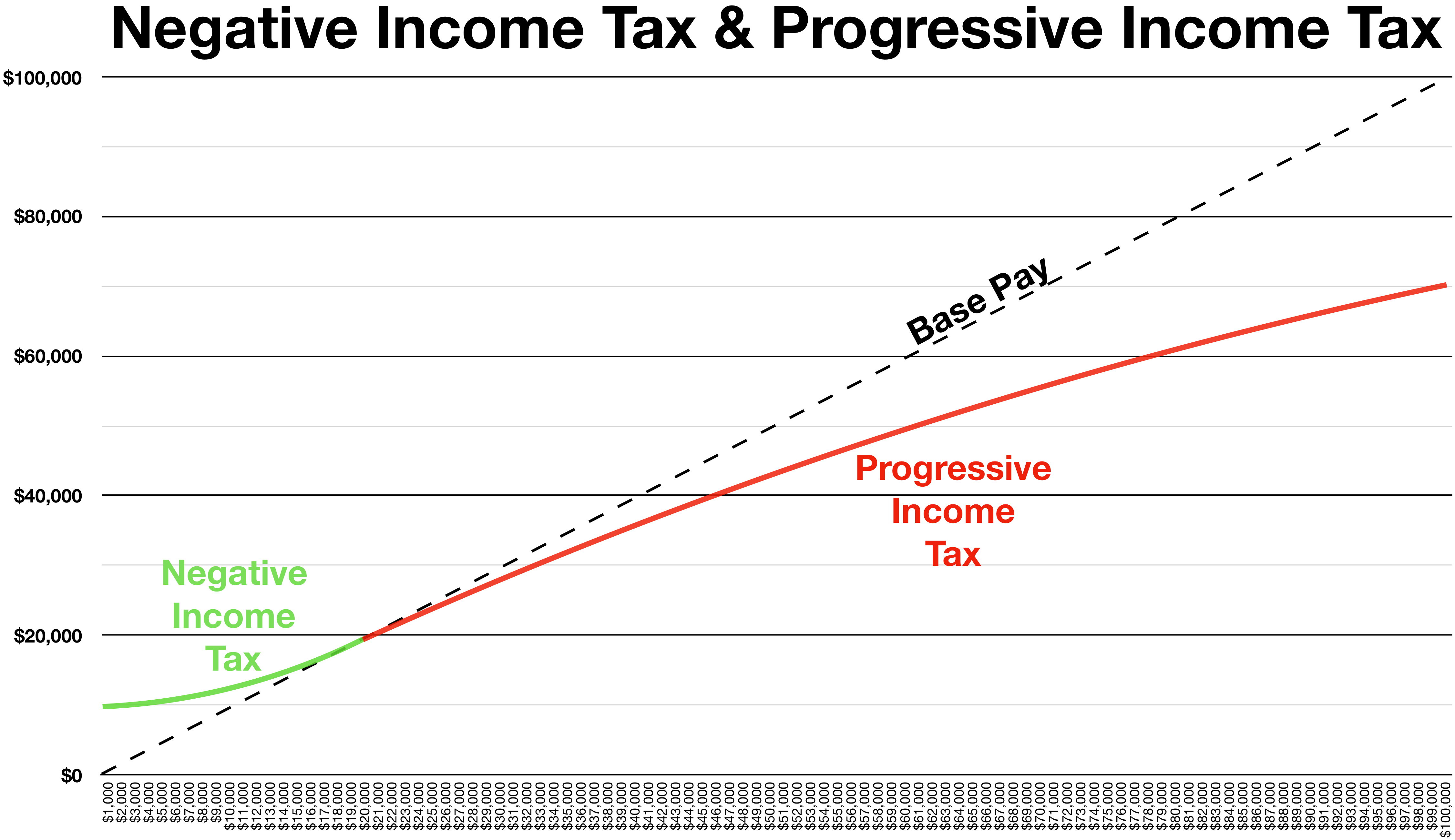
Отрицательный подоходный налог и прогрессивный подоходный налог

Отрицательный подоходный налог (англ. negative income tax, NIT) — система налогообложения, обсуждавшаяся в экономических кругах, но так и не осуществленная. Впервые её предложила Джулиет Рис-Уильямс, английская политическая писательница 1940-х годов. Популярность концепция эффективной отрицательной ставки налога приобрела после выхода книги Милтона Фридмана «Капитализм и свобода».
В США и Канаде с 1968 по 1982 годы прошло пять экспериментов, связанных с отрицательным подоходным налогом. Но дальше экспериментов правительство не пошло, отрицательный налог оказался экономически невыгодным.

## Пример
Согласно идее, необходимо установить, например, пропорциональный подоходный налог со ставкой 25 %. При этом государство обязано выплачивать, например, 10000 денежных единиц ежегодно каждому налогоплательщику. Таким образом человек, заработавший 8000 денежных единиц, заплатит налогами 2000 единиц, но получит от государства 10000 единиц, в конечном итоге вместо уплаты налога получая 8000 денежных единиц в год: 8000 − (8000 • 0.25) + 10000 = 16000. Лишь зарабатывающие более 40000 денежных единиц в такой системе реально платят налоги.
В сегодняшней практике отрицательный подоходный налог — выплата денежных субсидий низкооплачиваемым работникам, когда их доход падает ниже гарантированного минимума. При этом отрицательный подоходный налог снижается по мере увеличения трудового дохода.